# ميهاي رومان (لاعب كرة قدم)
ميهاي رومان (بالرومانية: Mihai Roman) (31 مايو 1992 بكرايوفا في رومانيا - ) هو لاعب كرة قدم روماني في مركز الهجوم. شارك مع منتخب رومانيا تحت 19 سنة لكرة القدم ومنتخب رومانيا تحت 21 سنة لكرة القدم. أما مع النوادي، فقد لعب مع جامعة كلوج وسي إس باندوري تارغو جيو ونادي بترولول بلويشتي ويونيفرسيتاتيا كرايوفا وCS Turnu Severin ‏ وUniversitatea Craiova ‏ وAFC Săgeata Năvodari ‏.

## وصلات خارجية
- ميهاي رومان على موقع الاتحاد الأوربي (الإنجليزية)
- ميهاي رومان على موقع قاعدة بيانات كرة القدم.إي يو (الإنجليزية)
- ميهاي رومان على موقع Soccerway.com (الإنجليزية)